# Lamprophis aurora
Espèce
Synonymes
- Coluber aurora Linnaeus, 1758
- Natrix aurora (Linnaeus, 1758)
- Lycodon aurora (Linnaeus, 1758)
- Coronella aurora (Linnaeus, 1758)

Statut de conservation UICN

 LC  : Préoccupation mineure
Lamprophis aurora est une espèce de serpents de la famille des Lamprophiidae.

## Répartition
Cette espèce se rencontre en Afrique du Sud et en Eswatini.

## Publication originale
- Linnaeus, 1758 : Systema naturae per regna tria naturae, secundum classes, ordines, genera, species, cum characteribus, differentiis, synonymis, locis, ed. 10 (texte intégral).